# Толленс, Генрих Каролюсзоон
Ге́нрих То́лленс Каролю́сзоон (нидерл. Henricus Franciscus Caroluszoon (Hendrik) Tollens; 24 сентября 1780, Роттердам, — 21 октября 1856, Рейсвейк) — нидерландский поэт, известный своим сочинением «У кого нидерландская кровь в жилах течёт», бывшим гимном Нидерландов в 1815—1932 годах. Толленс был наиболее читаемым поэтом своего времени.

## Биография
По профессии Толленс был купцом. Толленс писал сначала трагедии и комедии, которые потом не желал помещать в изданиях своих произведений. В своих многочисленных произведениях (народные песни, баллады, романсы, легенды, пасторали, и пр.) он охотно разрабатывал национальную тематику, прославляя довольство жизнью и домашний уют. 
Одно из самых известных его произведений — поэма «Зимовка на Новой Земле» нидерл. De overwintering op Nowa-Zembla, написанная на тему о третьем плавании Баренца (1596—1597) в 1819 году, выдержавшая несколько изданий и переведённая на французский, немецкий и английский языки. 
Некоторые стихотворные произведения Толленса были переведены на русский язык переводчиком и популяризатором нидерландской литературы П.А.Корсаковым. 
Другие  сочинения Толленса: Proeve van sentimenteele geschritten en gedichten (1800); Idyllen en minnezangen (1801—05); Gedichten (1808—15); Tafereel van de overwintering der Nederlanders op Nova Zembla (1816); Romancen, balladen en legenden (1818); Nieuwe gedienten (1821); Liedjes van Claudius (1832); Laatste gedienten (1848—1853). Собрание сочинений Толленса было издано в Леувардене в 1876 году. 
Толленс долгое время был любимейшим и наиболее известным нидерландским поэтом. Немецкое и нидерландское среднее сословие часто цитировало Толленса. В ранних произведениях Адриануса Богарса литературные критики отмечали явное подражание Толленсу.
В возрасте 76 лет в октябре 1856 года Генрих Толленс скончался в городе Рейсвейке. Ему поставлен памятник в Роттердаме в 1860 году.

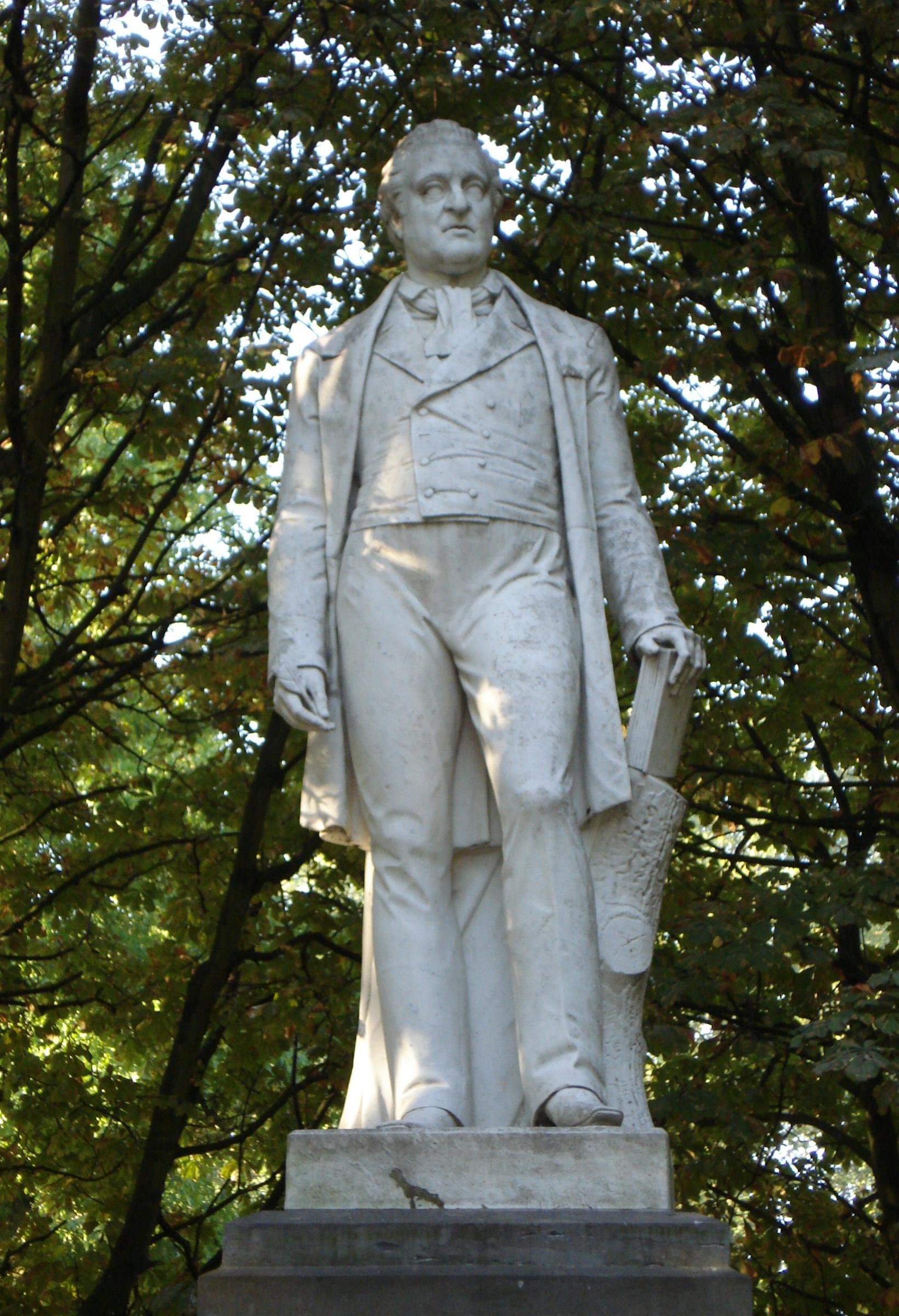
Памятник Толленсу в Роттердаме

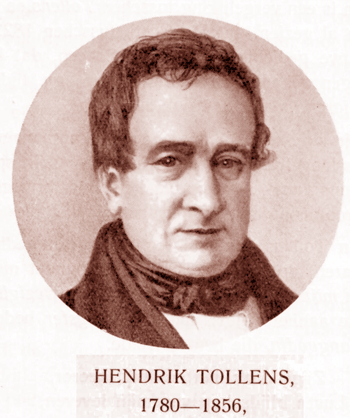
Портрет Генриха Толленса